# Cyanoramphus auriceps
Cyanoramphus auriceps là một loài chim trong họ Psittacidae.
Đây là loài đặc hữu của các đảo New Zealand. Loài này được tìm thấy trên ba hòn đảo chính của New Zealand, Đảo Bắc, Đảo Nam và Đảo Stewart / Rakiura, cũng như trên Quần đảo Auckland thuộc tiểu lục địa. Nó đã bị suy giảm do sự săn mồi từ các loài được du nhập như chồn ecmin, mặc dù không giống như loài vẹt đuôi đỏ Cyanoramphus novaezelandiae, loài này đã không bị tuyệt chủng khỏi lục địa New Zealand. Tên Māori của loài này là kākāriki.